# Campeonato Nacional de Rodeo de 2001
El Campeonato Nacional de Rodeo de 2001 fue la edición 52 de este torneo y fue organizado por la Federación del Rodeo Chileno, ente reguladora del rodeo chileno. El campeonato se efectuó en la moderna Medialuna Monumental de Rancagua que contó con un lleno total. Este campeonato nacional premió los mejores huasos y caballos chilenos de la temporada 2000-2001 y además de los espectadores de la medialuna fue seguida por millones de personas a través de la señal televisiva de Canal 13. El torneo fue disputado desde el 30 de marzo al 1 de abril.
Los rodeos clasificatorios para acceder al campeonato nacional se disputaron en las medialunas de Los Ángeles (clasificatorio sur), Las Vizcachas de Santiago (clasificatorio norte) y San Clemente (repechaje).
El campeonato lo obtuvieron los jinetes de Valdivia y del Criadero Santa Isabel Juan Carlos Loaiza y Luis Eduardo Cortés, quienes corrieron en "Batuco" y "Banquero" y obtuvieron un total de 41 puntos, que fue el récord de puntaje hasta ese entonces, ya que este puntaje fue posteriormente empatado en el Campeonato de 2003 y superado en el Campeonato de 2006. El segundo lugar fue para los hermanos Pedro y Ricardo González en "Pirilacha" y "Generosa", con 38 puntos. Estos últimos jinetes, de la Asociación Talca, fueron los favoritos del público y en una atajada mal cobrada por el jurado en contra de los talquinos la mayoría del público asistente a la medialuna comenzó a reclamar y a lanzar objetos a la cancha. El tercer lugar fue para Diego Pacheco y Luis Huenchul, en "Orayón" y "Plebiscito" con 34 puntos.
El campeón del movimiento de la rienda fue Manuel Yáñez quien montó a "Congora" y tuvo un total de 50 puntos.

## Resultados

### Serie de campeones
| Cuarto Animal 2001 | Cuarto Animal 2001                       | Cuarto Animal 2001       | Cuarto Animal 2001 | Cuarto Animal 2001 |
| ------------------ | ---------------------------------------- | ------------------------ | ------------------ | ------------------ |
| Lugar              | Jinetes                                  | Caballos                 | Asociación         | Puntaje            |
| 1º                 | Juan Carlos Loaiza y Luis Eduardo Cortés | "Batuco" y "Banquero"    | Valdivia           | 41                 |
| 2º                 | Pedro González y Ricardo González        | "Pirilacha" y "Generosa" | Talca              | 38                 |
| 3º                 | Diego Pacheco y Luis Huenchul            | "Orayón" y "Plebiscito"  | Colchagua          | 34                 |
| 4º                 | Felipe Guzmán y René Guzmán              | "Pretal" y "Guindado"    | Biobío             | 33                 |
| 5º                 | César Núñez y Mario Tamayo               | "Que Pinta" y "Custodio" | Curicó             | 28                 |
| 6º                 | Luis Rieutord y Eduardo Cornejo          | "Escogido" y "Curador"   | Cardenal Caro      | 24                 |

### Serie Mixta-Criaderos
- 1.º Lugar: Juan Carlos Loaiza y Eduardo Tamayo en "Estimulada" y "Almendra" (Valdivia), 28 pts.
- 2.º Lugar: José Morales y José Muñoz en "Lustrabotas" y "Tapaito" (Santiago Oriente), 27 pts.
- 3.º Lugar: Mario Valencia y Bernardo Arredondo en "El Orujo" y "Escobajo" (Valdivia-Biobío), 24 pts.

### Serie Caballos
- 1.º Lugar: Jorge Pino y Cristóbal Pino en "Sádico" y "Monarca" (Curicó), 30 pts.
- 2.º Lugar: Manuel Yáñez y Cristián de Giorgis en "Cumbión" y "Entonado" (Cautín), 25 pts.
- 3.º Lugar: César Núñez y Mario Tamayo en "Exquisito" y "Qué más Quieres" (Curicó), 23 pts.

### Serie Yeguas
- 1.º Lugar: Juan Carlos Loaiza y Eduardo Tamayo en "Estirpe" y "Curiosa" (Valdivia), 30 pts.
- 2.º Lugar: José Reyes y José Reyes en "Pinturita" y "Alteza" (Curicó), 26 pts.
- 3.º Lugar: Guillermo Ortega y Juan Meza en "Travesía" y "Sopaipilla" (Santiago), 24 pts.

### Serie Potros
- 1.º Lugar: César Núñez y Mario Tamayo en "Que Pinta" y "Custodio" (Curicó), 38 pts.
- 2.º Lugar: Diego Pacheco y Luis Huenchul en "Oyarón" y "Plebiscito" (Colchagua), 37 pts.
- 3.º Lugar: José Yob y Mauricio Ordónez en "Corregido" y "Curanteado" (Osorno), 27 pts.

### Primera Serie Libre A
- 1.º Lugar: Juan Carlos Loaiza y Eduardo Tamayo en "Es Cosa" y "Escandalosa" (Valdivia), 32 pts.
- 2.º Lugar: Ricardo de la Fuente y Luis Eduardo Cortés en "Escándalo" y "Agravio" (Valdivia), 31 pts.
- 3.º Lugar: Arturo Ramírez y Juan Muñoz en "Cantinera" y "Araucaria" (Magallanes), 27 pts.
- 4.º Lugar: Hermann Sperberg y Leonardo Espinoza en "Rencor" y "Rosquero" (Cordillera), 27 pts.
- 5.º Lugar: Eduardo Salas y Emiliano Ruiz en "Cutufa en Fiesta" y "Facón" (Santiago), 26 pts.

### Primera Serie Libre B
- 1.º Lugar: Pablo Espinoza y Óscar Bustamante en "Tango" y "Encontrón" (Talca), 37 pts.
- 2.º Lugar: José Manuel Pozo y Alejandro Pozo en "Campo Bueno II" y "Peumo" (Talca), 33 pts.
- 3.º Lugar: Felipe Guzmán y René Guzmán en "Pretal" y "Guino" (Biobío), 32 pts.
- 4.º Lugar: José Meier y Marcelo Rivas en "Chaparrita" y "Cachetona" (Cautín), 28 pts.
- 5.º Lugar: Vicente Yáñez y Pedro Vergara en "Ladino" y "Lucifer" (O'Higgins), 27 pts.

### Segunda Serie Libre A
- 1.º Lugar: José Quera y Ramón Salazar en "Viernes Santo" y "Esplendor" (Curicó), 25 pts.
- 2.º Lugar: Rodrigo Claro y Rufino Hernández en "Fichero" y "Tincado" (Talca), 24 pts.
- 3.º Lugar: Felipe Guzmán y René Guzmán en "Sausalita" y "Maceteado" (Biobío), 24 pts.
- 4.º Lugar: Pedro González y Ricardo González en "Pirilacha" y "Generosa" (Talca), 23 pts.

### Segunda Serie Libre B
- 1.º Lugar: Luis Rieutord y Eduardo Cornejo en "Escogido" y "Curador" (Cardenal Caro), 30 pts.
- 2.º Lugar: José Luis Ortega y Víctor Arancibia en "Enlace" y "Te Arremango" (Los Andes), 29 pts.
- 3.º Lugar: Julio Ureta y Johnny Aravena en "Noble" y "Litriado" (Melipilla), 27 pts.
- 4.º Lugar: Alberto Cardemil y Alfonso Navarro en "Buscada" y "Chupilca" (Curicó), 26 pts.

## Clasificatorios
- Los Ángeles: Juan Carlos Loaiza y Eduardo Tamayo en "Escorpión" y "Talento" (Valdivia), 40 puntos.[7]
- Puente Alto: Alfonso Navarro y Fernando Navarro en "Rotito" y "Sereno" (Curicó), 29 puntos.[8]
- San Clemente: Francisco Navarro y César López en "El Otoñal" y "Figurín" (Osorno), 30 puntos.[9]

## Cuadro de honor temporada 2000-2001

### Jinetes
- 1.º Juan Carlos Loaiza[10]
- 2.º Luis Eduardo Cortés
- 3.º Pedro González
- 4.º Ricardo González
- 5.º Luis Huenchul
- 6.º Diego Pacheco
- 7.º Felipe Guzmán
- 8.º Mario Tamayo
- 9.º Eduardo Tamayo
- 10.º René Guzmán

### Caballos
- 1.º Batuco
- 2.º Banquero
- 3.º Curador
- 4.º Escogido
- 5.º Rencor
- 6.º Tango
- 7.º Rosquero
- 8.º Peumo
- 9.º Sádico
- 10.º Encontrón

### Yeguas
- 1.º Pirilacha
- 2.º Generosa
- 3.º Estimulada
- 4.º Chaparrita
- 5.º Curiosa
- 6.º Es Cosa
- 7.º Cutufa en Fiesta
- 8.º Buscada
- 9.º Sausalita
- 10.º Pinturita

### Potros
- 1.º Plebiscito
- 2.º Custodio
- 3.º Orayón
- 4.º Pretal
- 5.º Que Pinta
- 6.º Esplendor
- 7.º Guindo
- 8.º Talento
- 9.º Escorpión
- 10.º Escobajo